# Législature 2012-2017 du Grand Conseil du canton de Vaud
La législature 2012-2017 du Grand Conseil du canton de Vaud est un cycle parlementaire qui commence le 1er juillet 2012 et se termine le 30 juin 2017. 

## Résultats des élections

Répartition des sièges en 2012.

Les élections, qui ont lieu le 11 mars 2012, donnent la répartition suivantes des sièges par groupes politiques :
- Parti libéral-radical (PLR) : 47 sièges
- Parti socialiste (SOC) : 40 sièges
- Union démocratique du centre (UDC) : 26 sièges
- Les Verts (VER) : 19 sièges
- Vert'libéraux (V'L) : 7 sièges
- Parti démocrate-chrétien-Vaud Libre (AdC) : 6 sièges (4 PDC, 2 Vaud Libre)
- La Gauche (LGa) : 5 sièges (3 PoP, 2 solidaritéS)

## Présidence
Les présidents sont les suivants :
- 2012 : Philippe Martinet
- 2013 : Laurent Wehrli
- 2014 : Jacques Nicolet
- 2015 : Roxanne Meyer Keller
- 2016 : Grégory Devaud